# Wielkość gwiazdowa
Wielkość gwiazdowa – pozaukładowa jednostka miary stosowana do oznaczania blasku gwiazd (nie mylić z jasnością) i innych podobnych ciał niebieskich. Jednostką wielkości gwiazdowej jest magnitudo (oznaczenie m lub mag). W fizyce, do wyrażenia wartości natężenia światła, zazwyczaj używa się luksów, jednakże w astronomii, ze względów praktycznych i historycznych, nadal stosuje się magnitudo.
Różnica jasności (wyrażonej w magnitudo – {\displaystyle m_{1}} i {\displaystyle m_{2}}) ciał niebieskich odpowiada stosunkowi natężeń ich światła ({\displaystyle I_{1}} i {\displaystyle I_{2}}):
{\displaystyle m_{2}-m_{1}=-2{,}5\log _{10}{\frac {I_{2}}{I_{1}}}.}
Zależność ta nazywana jest wzorem Pogsona.

## Historia
Magnitudo są jednostkami spopularyzowanymi przez Ptolemeusza w jego Almageście ok. 140 r. n.e., ale prawdopodobnie wynalezione przez Hipparcha, który wszystkie gwiazdy sklasyfikował pod względem blasku na 6 grup. Najjaśniejsze gwiazdy miały wielkość 1, najsłabsze widoczne gołym okiem 6. Skala ta była w użyciu jeszcze na początku XIX wieku. Była to skala odwrócona (i to się nie zmieniło do dziś), tzn. im jaśniejsza gwiazda tym niższa wielkość gwiazdowa była jej przypisana. W połowie XIX wieku skalę rozszerzono o dodatkowe wielkości: początkowo 7m, potem 8m itd., aby mieć możliwość uwzględnienia gwiazd niewidocznych gołym okiem. Najjaśniejsze obiekty mają ujemną wartość magnitudo (np. Syriusz: −1,47m).
W 1856 roku Norman Pogson zauważył, że tradycyjny system można uściślić, przyjmując, że różnica jasności równa 5 wielkości gwiazdowych odpowiada stosunkowi natężeń oświetlenia równemu 1:100. Dla gwiazd różniących się o jedną wielkość gwiazdową, czynnik ten równa się pierwiastkowi piątego stopnia ze 100. Liczba ta, zwana czynnikiem Pogsona, równa się w przybliżeniu 2,51188643150958. Pogson jako punkt odniesienia swojej skali użył Gwiazdy Polarnej i przypisał jej wielkość 2m. Od tego czasu okazało się, że jest to gwiazda zmienna, jednak zasada pozostała niezmieniona.

## Wielkość obserwowana
Sprawa pomiaru wielkości gwiazdowej komplikuje się jednak, jeśli uświadomimy sobie, że światło ciał niebieskich nie jest monochromatyczne. Czułość odbiornika światła różni się w zależności od długości fali światła, a także od rodzaju samego odbiornika. Z tego powodu konieczne jest podawanie sposobu pomiaru wielkości, by miał on wartość naukową (i by był porównywalny z innymi pomiarami). W powszechnym użyciu jest system UBV, w którym wielkość mierzy się w trzech zakresach fal: U (jego środek przypada na długość fali ok. 350 nm, w pobliżu ultrafioletu), B (środek około 435 nm, w pobliżu barwy niebieskiej) i V (około 555 nm, pośrodku zakresu widzialności ludzkiego oka). Ostatni zakres, V, w przybliżeniu odpowiada zakresowi ludzkiego oka, zwykle więc wielkość podana bez żadnego dodatkowego określenia jest wielkością V. Nieco mniej popularne, ale także często używane, są kolejne standardowe kolory, odpowiadające barwie czerwonej i obserwacjom w zakresie podczerwieni: R (około 700 nm), I (około 900 nm), J (około 1,25 mikrometra), H (około 1,65 mikrometra) i K (około 2,2 mikrometra).
Niektóre chłodniejsze gwiazdy, takie jak czerwone olbrzymy i czerwone karły, emitują mało energii w zakresie barwy niebieskiej i w skali UBV są „niedoszacowane”. Przykładowo, niektóre gwiazdy klas L czy T mają wielkość mierzoną w systemie UBV rzędu 100m. Dzieje się tak dlatego, że emitują znaczne ilości energii nie w zakresie światła widzialnego, ale w podczerwieni.
Przy pomiarze wielkości gwiazd szczególnie ważne jest, aby mierzyć „podobne-podobnym”. Dobrym przykładem jest błona filmowa – bardziej czuła na światło czerwone, przez co wyniki pomiarów przy jej użyciu mogą być nawet odwrotne niż obserwacje realizowane za pomocą ludzkiego oka. Przykładowo Betelgeza, o wielkości ok. 1m wygląda na filmie na jaśniejszą niż Rigel (0m).
Po wytrenowaniu oraz przy zastosowaniu odpowiedniej metody, ludzkie oko może określić różnicę w wielkości między dwiema gwiazdami tak małą jak 0,1 magnitudo.

## Wielkość absolutna
Oprócz widomej wielkości gwiazdowej (tzn. takiej jaka jest obserwowana z Ziemi) określana też jest tak zwana absolutna wielkość gwiazdowa. Dla obiektów poza Układem Słonecznym jest definiowana jako wielkość, jaką miałoby dane ciało obserwowane z odległości 10 parseków. Można ją obliczyć, jeśli znana jest wielkość obserwowana danego ciała oraz odległość do niego. Przy porównywaniu jasności gwiazd, absolutna wielkość gwiazdowa pozwala na wyeliminowanie czynnika związanego z miejscem obserwacji.
Dla ciał Układu Słonecznego, takich jak planety, komety i planetoidy, stosuje się zupełnie inną skalę absolutnych wielkości gwiazdowych. Dla tych obiektów określa się ją jako hipotetyczną wielkość gwiazdową, gdy obserwator znajduje się w odległości 1 jednostki astronomicznej od danego obiektu, a miejscem obserwacji jest powierzchnia Słońca (obserwujemy wtedy oświetloną stronę). Absolutna wielkość gwiazdowa tych ciał zależy od ich rozmiarów oraz albedo (zdolności odbijania światła).